# 久融控股
久融控股有限公司，簡稱久融控股（英語：Jiu Rong Holdings Limited，港交所：2358），在1993年，當時由外資獨商企業東傑實業有限公司，於上海成立「東傑電氣（中國）有限公司」。而上市前身「三丸東傑（控股）有限公司」。當時創辦人前主席張曙陽和童志偉。現時主席為邵梓銘。
2009年2月初，廉政公署正式起訴香港上海匯豐銀行有限公司旗下「匯豐金融服務（亞洲）有限公司」前高級副總裁文銳輝，涉嫌收受該公司前身「三丸東傑」前財務顧問吳景浩合共110萬港元賄款，也就是在2004年12月認識（於港交所上市日期為2004年7月15日，招股價為1.21港元，發行新股為1億股，集資額為1.21億港元），作為介紹匯豐金融一名客戶購買合共1,000萬股三丸東傑股份，以及協助吳景浩在匯豐金融開立賬戶的報酬。2005年12月8日，文銳輝在回答證監會一名調查員提出書面問題時，就這兩筆款項作出虛假或具誤導性的陳述。在2010年1月22日，灣仔區域法院宣判，前高級副總裁文銳輝被控非法收受利益，也就是兩項代理人接受利益罪名成立，違反《防止賄賂條例》第9(1)(b)條例判入獄1年，同時也因為向香港證監會提供虛假或具誤導性資料，而須罰款42000港元。
當時業務在中國內地經營生產和銷售二極管產品，現時經營數碼電視機、高清(高清)液晶體顯示(液晶體)電視機及機頂盒(機頂盒)研發(研發)、生產及銷售；和經營生產和銷售電子水錶的製造、組裝及安裝工作。 
2013年7月初，中國水務集團以240,000,000港元收購該公司股份，在12月19日完成，該公司當時在2008年2月14日停牌，直至2013年12月31日復牌。

## 連結
- irasia.com/listco/hk/2358 （页面存档备份，存于）